# こげたおこげ
こげたおこげは、日本の漫画家。

## 主な作品

### 漫画
- りゅうおうのおしごと!（『ヤングガンガン』、原作：白鳥士郎、キャラクター原案：しらび、構成：カズキ、監修：西遊棋、全10巻）
- 推しが部下になりました（『めちゃコミック×ゼノン』、原作：Ryo、既刊5巻）

#### 読み切り
- POK（『フレッシュガンガン2012 Summer』）２０１２.７[1]
- POK（『月刊少年ガンガン』12月号 読み切りカーニバル2nd）2013.11[1]
- 羊たちの黙示録（『フレッシュガンガン2014 Summer』原作：カズキ）2014.8[1]